# Varicelle
Pour la « petite vérole », voir variole.
Cet article possède un paronyme, voir Viricelles.
 Mise en garde médicale
La varicelle (les synonymes petite vérole volante et vérolette sont tombés en désuétude), dite aussi communément picote au Québec, est une maladie éruptive, ordinairement très bénigne dans sa forme classique de maladie infantile. Très contagieuse, elle peut toucher plus tardivement l'adulte non immunisé, avec un risque de complications graves chez l'immunodéprimé, la femme enceinte et le nouveau-né.
Elle traduit la primo-infection par le virus varicelle-zona ou VZV, virus de la famille Orthoherpesviridae. Ce n'est qu'en milieu tempéré et sans doute urbain, loin de l'équateur, sauf vaccination, qu'elle survient spontanément dans plus de 90 % des cas chez l'enfant entre 1 et 15 ans. Sa période d'incubation est de 14 jours en moyenne (de 10 à 21 jours). Il existe un vaccin, qui peut être recommandé, ou non, dans les routines de vaccin selon les pays.
Si la guérison entraîne généralement une immunité à vie empêchant d'être réinfecté par une personne porteuse du virus, celui-ci, après la guérison de la varicelle, reste toutefois quiescent dans les ganglions nerveux. À l'occasion d'une baisse de l'immunité (âge avancé, chimiothérapie, dépression, mononucléose, stress, SIDA déclaré, certains cancers, etc.), le virus peut alors se réactiver dans un ou plusieurs ganglions nerveux. De là, il remonte par les fibres nerveuses jusqu'à la peau (ou les muqueuses selon les nerfs touchés), provoquant une éruption caractéristique de la varicelle appelée zona. Si une baisse de l'immunité favorise sa réactivation, une exposition à la varicelle en étant déjà immunisé semble en revanche diminuer les risques de contracter le zona.

## Histoire
En 1553, l'italien Giovanni Ingrassia aurait été le premier à distinguer la varicelle de la scarlatine, d'autres attribuent cette distinction à l'Allemand Daniel Sennert, dans les années 1610. En 1764 ou 1772, Rudolf Augustin Vogel (de), professeur de l'Université de Göttingen, lui donne son nom de « varicella » en la considérant, comme tous les auteurs de son temps, comme une forme atténuée de variole (variola lymphatica selon Boissier de Sauvages).
L'anglais William Heberden est le premier, en 1785, à donner une description précise de la varicelle pour la distinguer de la variole ; la démonstration de cette distinction est faite par Desoteux et Valentin (Traité de l'inoculation, 1799) : la variole ne protège pas de la varicelle, de même la vaccine ne protège pas non plus de la varicelle.
En 1832, Jean-Louis Alibert inclut la varicelle dans son groupe des dermatoses à exanthème contagieux.
En 1924, T. M. Rivers et W. S.Tillett démontrent la nature virale de l'agent de la varicelle. En 1952, le virus de la varicelle est isolé à partir de cultures cellulaires par Thomas Weller.
Dès 1892, Janus von Bokay signale que des cas de varicelle surviennent en contact étroit avec des personnes atteintes de zona. En 1925, Karl Kundratitz montre que l'inoculation du contenu de vésicule de zona provoque une varicelle chez le sujet non immunisé. En 1943, Joseph Garland suggère que le zona pourrait être une réactivation du virus varicelle acquis plus tôt dans la vie. En 1958, Thomas Weller démontre que les virus de la varicelle et du zona sont les mêmes (virus varicelle-zona).
En 1974, Takahashi, de l'Université d'Osaka, réussit à atténuer une souche de virus varicelle, dite souche OKA, souche vaccinale utilisée dans les vaccins contre la varicelle.
À partir de 1984, les études de génétique moléculaire confirment que le virus du zona est bien une réactivation d'un virus varicelle latent.

## Cause
Le virus de la varicelle-zona, comme son nom l'indique, est à l'origine de la varicelle et du zona. Il fait partie du groupe des Herpesvirus.
L'humain est le seul réservoir de ce virus, hautement contagieux. La transmission est principalement aérienne par inhalation de gouttelettes de salive (postillons, toux, éternuements...), plus rarement par contact direct avec les lésions cutanées (à partir du liquide des vésicules, il n'y a pas de virus dans les croûtes).
Le nombre de reproduction de la varicelle (calcul du nombre moyen d'individus qu'une personne infectée peut contaminer tant qu'elle sera contagieuse) dans une population non immunisée est estimé entre 10 et 12, et son taux d'attaque intrafamilial est de 86 %, ce qui en fait une maladie très contagieuse.
La contagiosité débute entre deux et trois jours avant l'éruption, où elle est maximum, et elle se poursuit durant la phase d'apparition de l'éruption, soit quatre à cinq jours après l'éruption. Elle peut être prolongée (plusieurs semaines) dans les formes graves chez l'immunodéprimé.
La varicelle est habituellement bénigne chez l'enfant immunocompétent. Les formes compliquées plus graves concernent les adultes non immunisés, surtout les femmes enceintes et personnes immunodéprimées.

## Pathogénie
Le virus pénètre dans l'organisme à travers les voies respiratoires, rejoignant les ganglions lymphatiques régionaux pour s'y multiplier. Il se dissémine dans le sang (première virémie au 4e-6e jour) et les viscères, puis se multiplie à nouveau dans les cellules du Système phagocytaire mononucléé. Cette phase d'incubation est silencieuse.
Une deuxième virémie survient vers le 14e jour, où le virus se dissémine au niveau nasopharyngé et cutané (contagiosité maximum) en produisant l'éruption caractéristique (tableau clinique de la varicelle).
Puis le virus se réfugie dans les ganglions nerveux sensitifs où il peut rester latent durant des décennies. Sa réactivation secondaire est responsable du zona.
La défense de l'organisme contre la varicelle est basée sur l'immunité cellulaire (activation des lymphocytes T) et non sur l'immunité humorale. En cas de contrôle insuffisant (adulte non immunisé), le virus peut toucher le poumon, le foie et le système nerveux central (formes graves compliquées).

## Épidémiologie
Dans les zones tempérées, plus de 90 % des adultes ont eu la varicelle durant l'enfance ou l'adolescence (le plus souvent entre 1 et 9 ans). La moitié des enfants l'ont avant l'âge de 5 ans et 90 % avant l'âge de 12 ans.
La maladie se déclare souvent plus tard dans les zones tropicales, et les adultes sont plus exposés.
En climat tempéré, l'incidence est plus élevée en hiver et au printemps, avec des épidémies plus fortes tous les 2 à 5 ans. La surveillance de l'évolution de l'incidence en France est effectuée par le réseau Sentinelles de l'INSERM depuis 1990.
Chaque année, en France, on compte environ près de 700 000 cas de varicelle (90 % ont moins de 10 ans), 3 000 hospitalisations (75 % ont moins de 10 ans) et 20 décès (30 % ont moins de 10 ans). Ces données montrent que la varicelle est habituellement bénigne, presque obligatoire chez l'enfant ; mais aussi que la gravité de la varicelle peut augmenter avec l'âge, le risque de décès (complications pulmonaires et neurologiques) étant le plus élevé aux âges extrêmes de la vie.

## Clinique

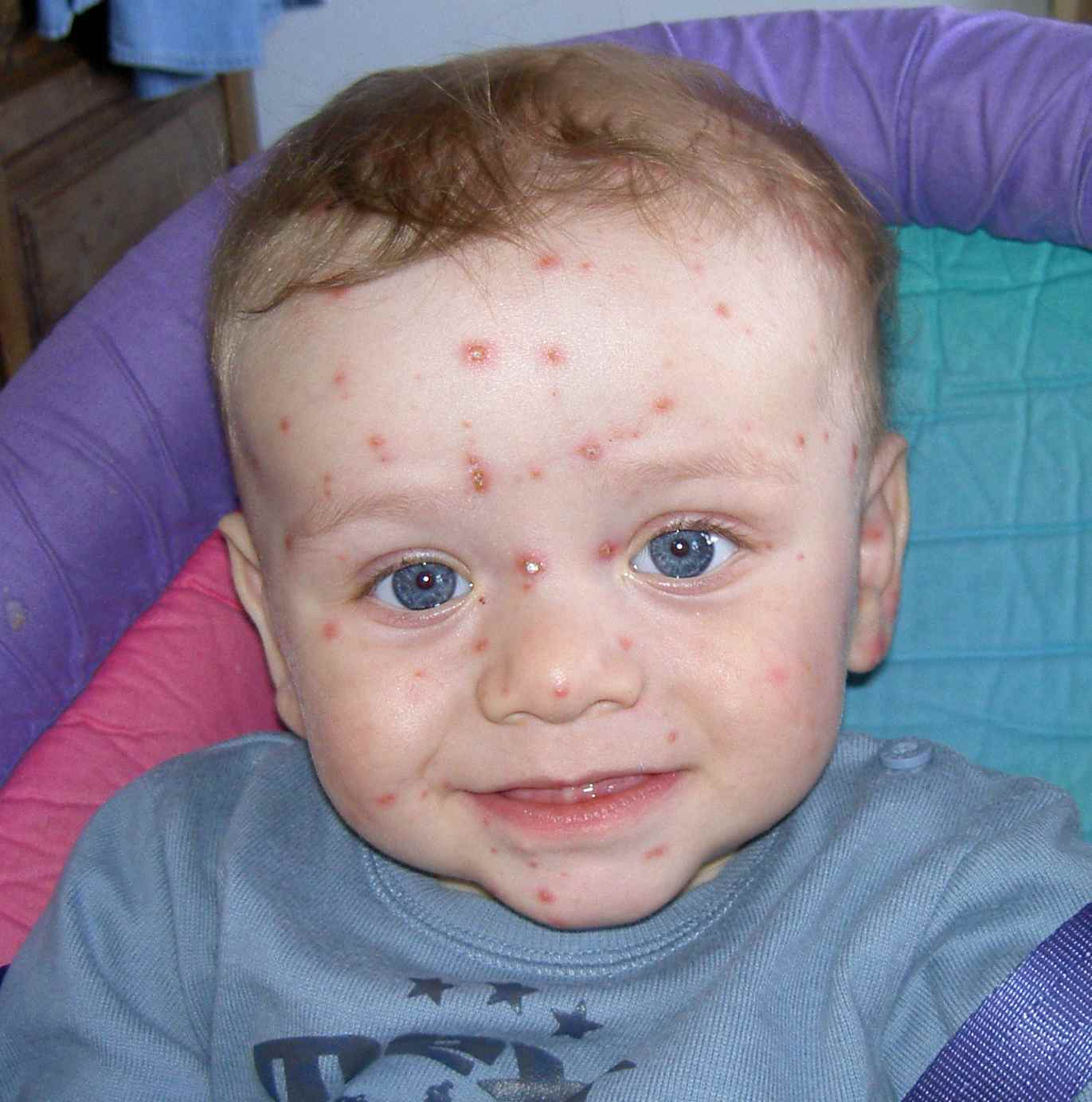
Enfant atteint de varicelle

Le malaise général et la fièvre peu élevée (environ 38 °C) peuvent apparaître quelques heures avant l'éruption cutanée. Cette éruption cutanée inclut : petites macules (rosées sur les peaux blanches) apparaissent initialement. Elles vont vite se recouvrir de vésicules en gouttes de rosée, qui dans les trois jours vont se dessécher et former une croûte. Il peut rester des lésions hypopigmentées transitoires, ou des cicatrices. Généralement, ces lésions apparaissent en premier sur le cuir chevelu, puis sur le thorax et les muqueuses, ensuite sur les membres, avec respect des régions palmo-plantaires, et enfin au visage. Les différentes séries de lésions décalées dans le temps font que coexistent les différents types de lésions sur tout le corps. L'importance de l'éruption est très variable d'un individu à l'autre.
Les autres symptômes peuvent inclure : difficulté à s'alimenter en raison des vésicules qui se forment parfois dans la bouche, fortes démangeaisons (prurit) et toux importante dans certains cas. Des symptômes similaires à ceux de la grippe peuvent s'y associer : céphalées, douleur abdominale et sensation générale de fatigue et parfois même une conjonctivite.

## Diagnostic

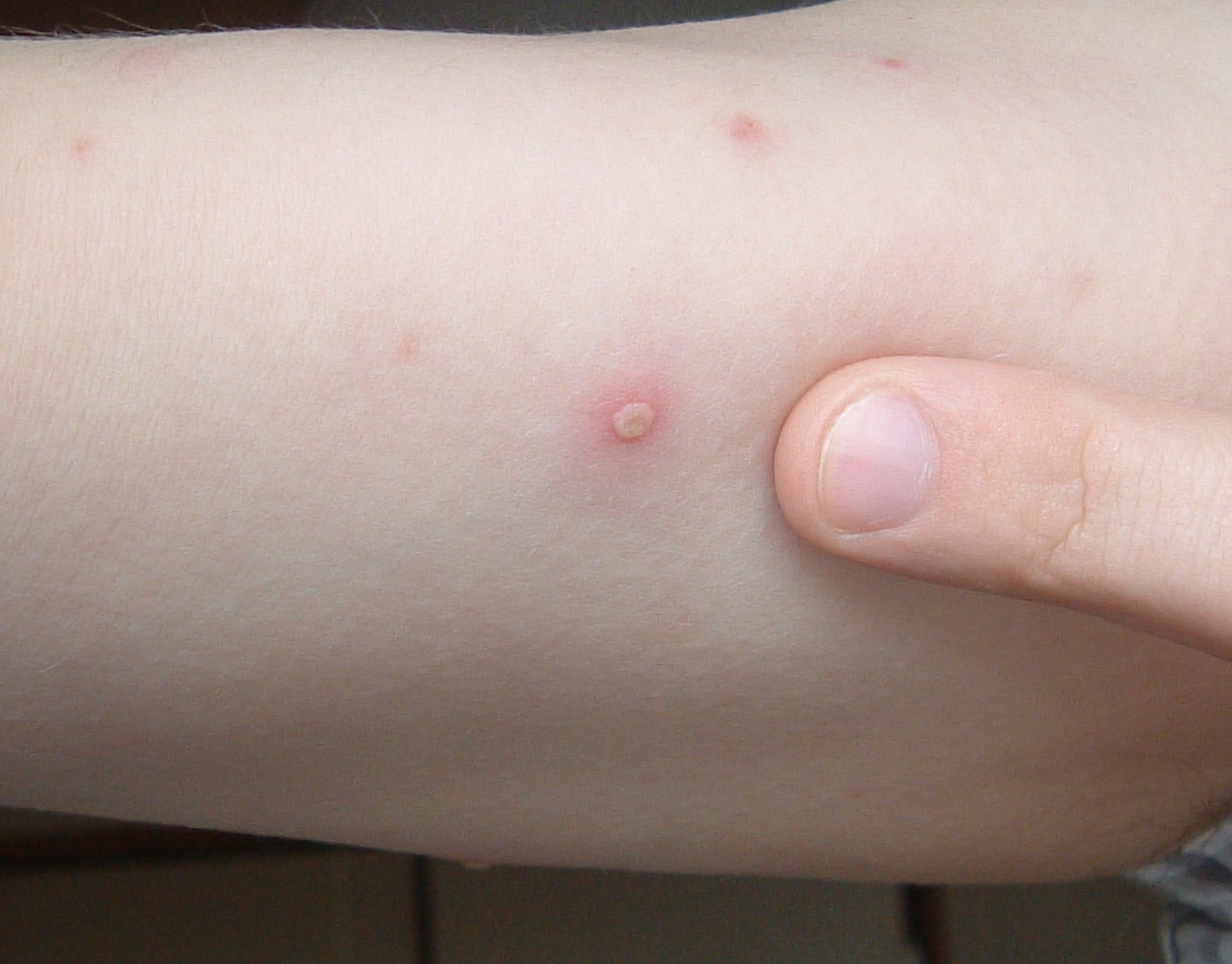
Aspect d'une lésion élémentaire

Il est le plus souvent clinique devant l'aspect de l'éruption et la notion d'un contact dans les deux semaines qui précèdent avec un autre malade. À titre exceptionnel, le diagnostic peut être confirmé par la recherche du virus dans les vésicules.
La recherche d'anticorps contre la varicelle (sérologie) peut être faite mais il existe quelques réactions croisées avec les anticorps dirigés contre les autres herpèsvirus.
Cette recherche peut être utile afin de cibler les personnes à vacciner (absence d'anticorps).

## Évolution et complications
- Guérison en 7 à 16 jours pour adultes et enfants.
- Généralement l'immunité est définitive mais il est possible, quoique rarissime, d'observer une deuxième varicelle chez un sujet immunodéprimé ou chez les enfants l'ayant fait une première fois avant 2 ans, quand le système immunitaire est moins réactif et ne développe pas suffisamment d'anticorps efficaces.
- Le virus reste en sommeil dans les ganglions nerveux paravertébraux et peut plus tard se trouver à l'origine d'un zona pendant une période de dépression immunitaire (maladies infectieuses, chimiothérapie, dépression).

Bien que bénigne dans la très grande majorité des cas, la varicelle peut se compliquer, en particulier chez les sujets immunodéprimés, les nourrissons, les adultes, les femmes enceintes.
La complication la plus fréquente est la surinfection bactérienne favorisée par le grattage des lésions cutanées, comme l'impétigo ou l'érysipèle.

### Complications spécifiques
- Pneumopathie varicelleuse : elle n'est pas rare chez l'adulte, et se manifeste par des symptômes pulmonaires aigus aspécifiques (toux, fièvre élevée, difficultés à respirer, hémoptysie), elle serait plus fréquente et plus sévère chez la femme enceinte[13].
- Ataxie cérébelleuse aiguë : se voit chez l'enfant, d'évolution bénigne (un cas sur 4 000[14]).
- Syndrome de Reye : c'est une encéphalite gravissime, exceptionnelle, due à la prise d'anti-inflammatoires, tels que l'aspirine.
- L'infection par le virus varicelle-zona est un facteur déclenchant rare du syndrome de Guillain-Barré. Une modification de l'équilibre des lymphocytes auxiliaires et suppresseurs peut être un mécanisme pathogénique important.

Certains évoquent, à terme, une discrète majoration du risque de survenue de sclérose en plaques. Cependant en 2023, ce point reste en discussion et un éventuel rôle causal du virus varicelle-zona n'a pas été démontré.

#### Varicelle congénitale
Chez la femme enceinte, le risque, dans les 20 premières semaines, est de contaminer le fœtus qui peut développer une varicelle congénitale. Après la 20e semaine, si l'enfant est contaminé, il est susceptible de présenter un zona dans les premières semaines ou mois de sa vie.
Chez la femme enceinte cette maladie est grave pour la femme et le fœtus si la mère n'a pas eu la varicelle, sachant que la maladie reste souvent inapparente. Entre 97 et 99 % des femmes sont en fait immunisées à l'âge adulte. Chez le fœtus, la varicelle peut provoquer des malformations si la maladie est contractée avant cinq mois. Chez le nouveau-né, une varicelle congénitale néonatale peut survenir si sa mère a eu la varicelle quelques jours avant ou après la naissance. Cette varicelle congénitale néonatale est très grave avec une mortalité de 20 %.

## Traitement

### Formes banales de l'enfance
Chez les formes banales de l'enfance, la maladie n'est pas grave et ne relève que de la prise en charge des symptômes : fièvre, démangeaisons. Le traitement repose surtout sur les soins locaux et la prévention des surinfections.

#### Fièvre
La fièvre est généralement modérée, si nécessaire seul le paracétamol est autorisé dans la varicelle. Si une fièvre élevée persiste ou réapparait en dehors d'une poussée éruptive, une consultation médicale est nécessaire, pour rechercher une éventuelle surinfection,.
Il est très important de ne pas donner d'anti-inflammatoires contenant de l'acide acétylsalicylique, type aspirine, qui est formellement contre-indiqué du fait du risque — rare — de syndrome de Reye. De même les anti-inflammatoires stéroïdiens (corticoïdes, aussi bien en application locale que par voie orale — ce qui arrive chez les enfants souffrant d'eczéma sévère — et non stéroïdiens (de type ibuprofène) sont déconseillés en rapport avec un risque de survenue ou d'aggravation d'infections microbiennes.

#### Démangeaisons
Les antihistaminiques peuvent être utiles contre un prurit invalidant.
Les ongles gardés propres et coupés court (voire l'utilisation de moufles chez le petit enfant) permettent de réduire le risque de surinfection, en évitant les lésions de grattage.

#### Soins locaux
Une ou deux douches quotidiennes avec savon dermatologique sont préférables aux bains plus ou moins prolongés qui facilitent la macération cutanée et le risque de surinfection.
L'application locale d'un antiseptique cutané (comme la chlorhexidine) est possible, sous forme de lotion.
Aucun autre produit ne doit être appliqué sur les lésions cutanées : il faut éviter poudres (en particulier le talc), pommades, gels, colorants aqueux... au mieux ils sont inutiles ; au pire, ils retiennent les débris surinfectés.

### Formes plus graves
La plupart des surinfections cutanées sont bénignes et traitées par antibiothérapie par voie orale ; les formes plus graves par antibiothérapie par voie intraveineuse, et les très graves, comme la fasciite nécrosante sont traitées par antibiothérapie et chirurgie.
Dans les formes graves et selon le terrain (nouveau-né, femme enceinte, immunodéprimé...), un traitement antiviral sera prescrit : l'aciclovir est régulièrement efficace, avec des résistances exceptionnelles.

## Prévention
En France, l'éviction scolaire légale, ou de collectivité, a été supprimée, car la contagion est maximum un à deux jours avant l'éruption puis décroit jusqu'au stade de croûtes. Toutefois, si l'éviction a été jugée inutile, la fréquentation de la collectivité lors de la phase aiguë d'une varicelle (5 jours après le début de l'éruption) n'est pas souhaitable.
Les sujets atteints de varicelle doivent éviter le contact avec des personnes immunodéprimées, les femmes enceintes et les adultes n'ayant pas été infectés lors de leur enfance.

### Vaccination
La vaccination se fait en une injection chez l'enfant de moins de 12 ans, et en deux injections espacées d'un à deux mois chez l'enfant plus âgé. Elle peut être faite de manière isolée ou groupée (vaccination contre les varicelle, rubéole, oreillons et rougeole).
Chaque année aux États-Unis, la vaccination évite quelques milliers d'hospitalisations ; le taux d'hospitalisations est passé de 2,5/100 000 cas en 1995 à 1/100 000 cas en 2002. De même, une vaccination faite précocement après un contact avec une personne porteuse du virus peut diminuer sensiblement le risque de développer la maladie et faire en sorte que cette dernière soit moins grave.
L'efficacité varie de 95 % à 100 %, et en cas de déclaration de la varicelle, cette dernière serait sensiblement moins grave.

### Autres traitements préventifs
Il s'agit de la prise en charge d'un cas contact (personne à risque exposée à un contact avec une varicelle). Outre la vaccination, il existe les immunoglobulines spécifiques et les antiviraux.
En France, les immunoglobulines antivaricelle sont réservées aux immunodéprimés, aux femmes enceintes, aux nouveau-nés et aux prématurés. Les antiviraux, comme l'aciclovir, peuvent être proposés en fonction du terrain du sujet exposé.
En France, en dehors des cas précédents, ces traitements ne sont pas indiqués chez l'enfant sain et l'adulte immunocompétents,.